# Juraj Haulik

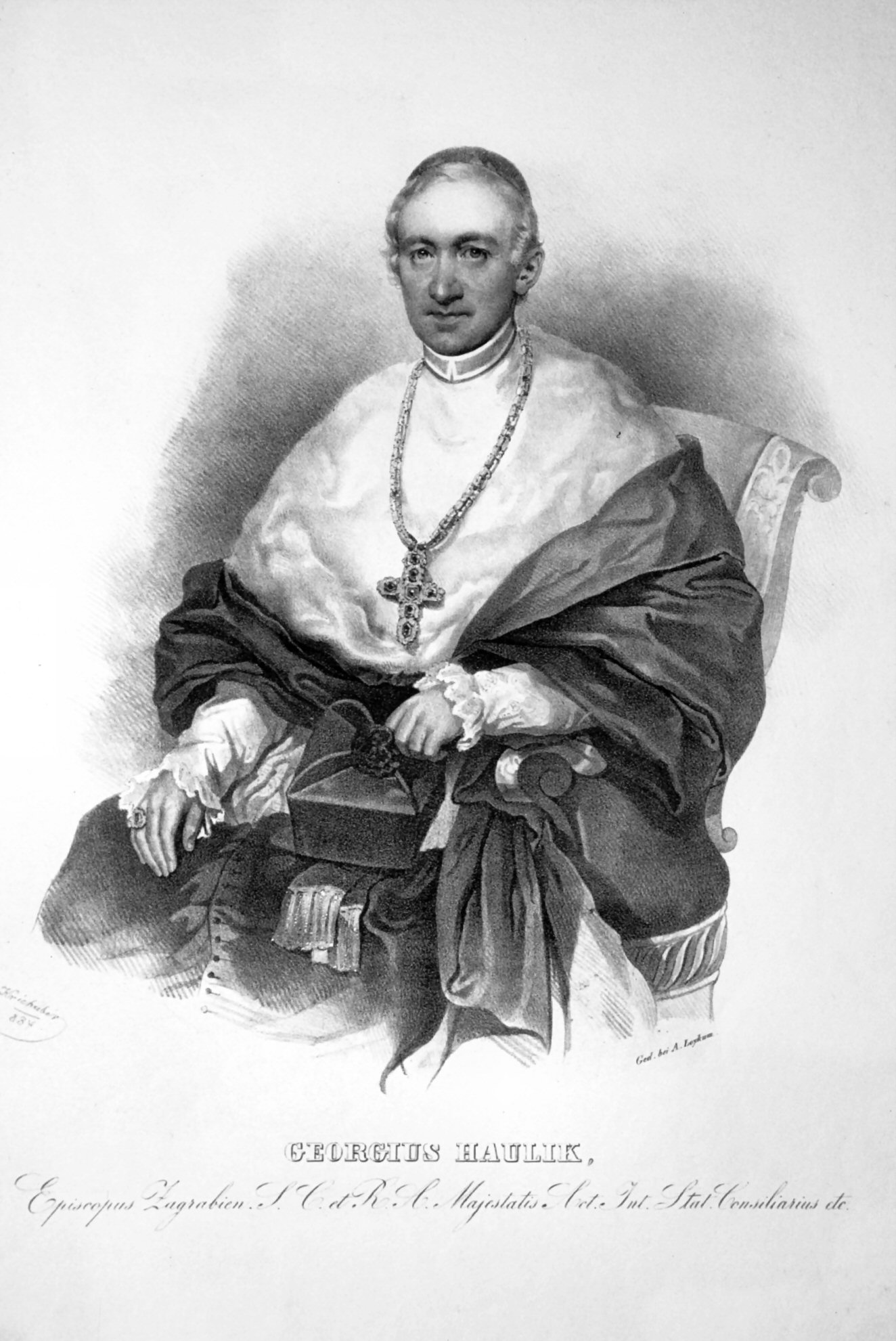
Georg Haulik als Bischof von Zagreb (Lithographie von Josef Kriehuber, 1837)

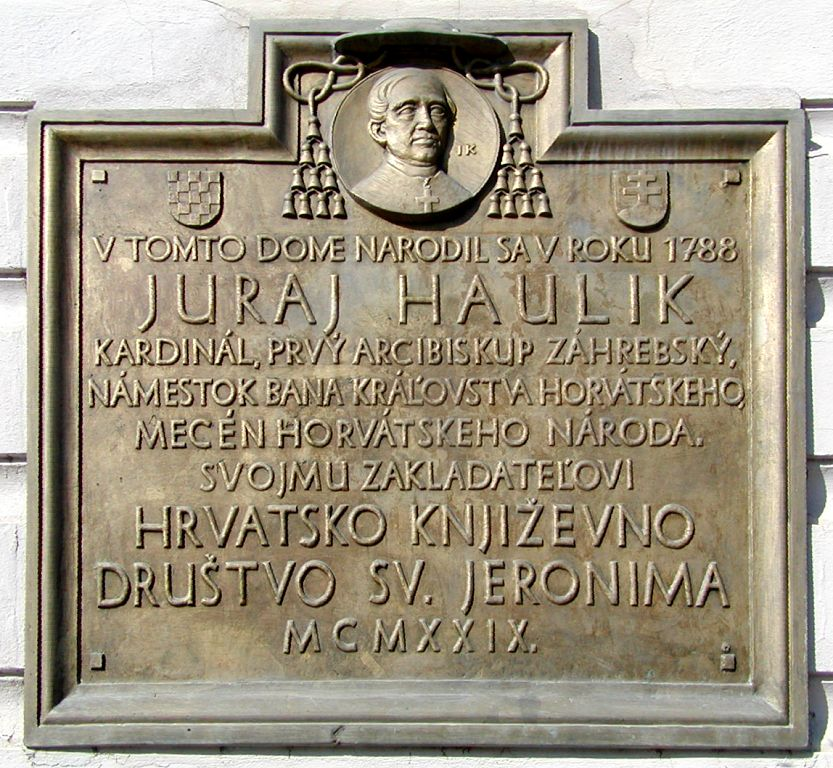
Gedenktafel für Kardinal Haulik an seinem Geburtshaus in Trnava

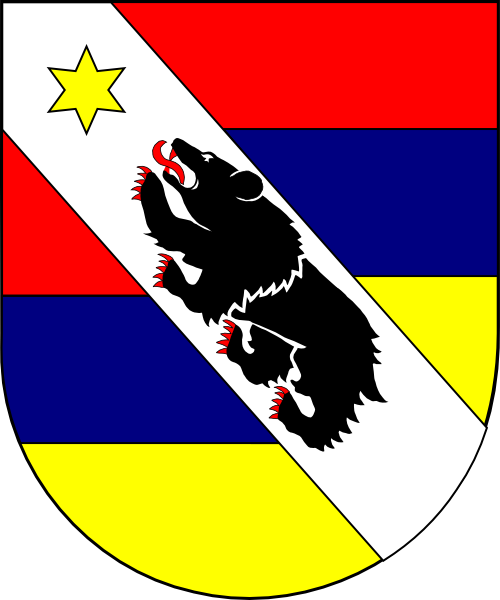
Wappenschild

Juraj Haulik von Váralya (auch Georg Havlik) (* 20. April 1788 in Trnava; † 11. Mai 1869 in Zagreb) war der erste Erzbischof von Zagreb und Kardinal der katholischen Kirche. Zeitweise versah er auch die Geschäfte des kroatischen Bans und war damit höchster Repräsentant des Landes.
Haulik war slowakischer Abstammung und ein bedeutender Förderer der slowakischen, vor allem aber der kroatischen Nationalbewegung. Er führte Kroatisch als Unterrichtssprache in den katholischen Schulen ein und begründete eine Gesellschaft, die die Herausgabe kroatischer Bücher organisierte und förderte. Außerdem war er an der Gründung der Matica hrvatska beteiligt.

## Ausbildung und Aufstieg im Dienst für Kirche und Staat
Juraj Haulik verlebte seine Jugend größtenteils in Esztergom, wo sein Vater eine Beamtenstelle innehatte. Er studierte zunächst in seiner damals zum Königreich Ungarn gehörenden Geburtsstadt Trnava, dann in Győr und schließlich am Wiener Pazmaneum Philosophie und Theologie, ehe er im Jahr 1811 zum Priester geweiht wurde. Zuerst war er als Priester in Komorn tätig.
Ab 1814 stieg er schnell in der erzbischöflichen Verwaltung des ungarischen Primas Alexander Rudnay auf, wo er nacheinander verschiedene Ämter bekleidete. 1819 legte Haulik seine Promotion zum Doktor der Theologie ab. Ab 1825 war er als Kanoniker in Gran tätig. Er war ein Berater des Ungarischen königlichen Statthalterrats in Ofen und der Ungarischen königlichen Hofkanzlei in Wien. In Ofen war Haulik Mitbegründer des Spolok milovníkov reči a literatúry slovenskej, einem slowakischen Literaturverein.
Wegen seiner hervorragenden Fähigkeiten in der Verwaltung und seiner politisch konservativen und habsburgtreuen Gesinnung wurde er 1830 von Kaiser Ferdinand zum ungarischen Statthaltereirat ernannt und gleichzeitig erfolgte die Erhebung zum Titularbischof von Pristin. Im folgenden Jahr wurde er auch Referendar an der ungarischen Hofkanzlei.

## Bischof und Erzbischof von Zagreb

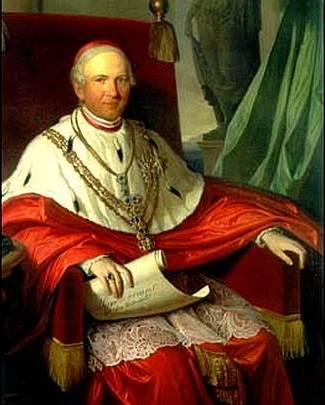
Kardinal Juraj Haulik (Gemälde von ca. 1856)

Mit der Ernennung zum Großpropst an der Kathedrale von Zagreb begann 1832 Hauliks Wirken in Kroatien. 1837 wurde er zum Bischof der kroatischen Hauptstadt ernannt. Die Einführung in sein Bischofsamt fiel in die Anfangszeit der kroatischen Nationalbewegung: Einerseits versuchte der ständische Landtag Kroatiens im Konflikt mit dem ungarischen Parlament alte Autonomierechte zu reaktivieren, andererseits hatten nationale Aktivisten eine kulturelle Bewegung initiiert, in deren Zentrum die Förderung der Nationalsprache stand, die bis dahin weder in der Schule gelehrt noch gar bei den Behörden verwendet wurde und auch nur selten in der Literatur benutzt wurde. Der aus der Slowakei gekommene Bischof identifizierte sich bald mit den kulturellen und sprachlichen Bemühungen der so genannten illyrischen Bewegung und unterstützte sie ideell und finanziell. Im Landtag bekundete er Sympathie für die an Ungarn gerichteten Forderungen der Nationalpartei, aber er wirkte auch mäßigend auf diese ein, so dass ihn die Wiener Regierung 1840 als Stellvertreter (Banal Locumtenens) mit den Aufgaben des (vakaten) Banus betraute. In seiner nur zwei Jahre währenden ersten Amtszeit setzte er sich für die Einführung des Kroatischen als Unterrichtssprache ein.
Der ungarischen Partei in Wien gelang es zunehmend, sich Gehör zu verschaffen. Ihr wie auch dem kaiserlichen Hof galten die slawischen Nationalbewegungen als Gefahr für die Einheit der Habsburgermonarchie. Am 7. September 1842 wurde schließlich Ferenc Haller zum Ban ernannt, der daranging, Kroatien zu magyarisieren, um es endlich aller Autonomierechte zu entkleiden und als gewöhnliche Provinz noch fester in den ungarischen Staat einbinden zu können. Das harte Regiment Hallers führte zu großer Missstimmung bei den Kroaten und 1845 zu offenem Widerstand in Zagreb, bei dessen Niederschlagung auch Todesopfer zu beklagen waren. Schließlich war Haller als Ban völlig diskreditiert und trat im Oktober 1845 zurück. Erneut wurde Bischof Haulik mit der Stellvertretung betraut. Während dieser zweiten Stellvertretung wechselte der Landtag von der lateinischen zur kroatischen Verhandlungssprache. Seine vorsichtige Amtsführung hatte entscheidenden Anteil daran, dass sich die Kroaten während der Revolution für den Wiener Hof und gegen Ungarn entschieden. Nicht zuletzt deshalb behandelte ihn die ungarische Revolutionsregierung unter Lajos Kossuth als Staatsfeind und enteignete seine Güter in Ungarn.
Als die Revolution ausbrach, wurde am 23. März 1848 der Offizier Josip Jelačić zum Banus ernannt. Haulik kümmerte sich jetzt verstärkt um sein geistliches Amt. Im Einvernehmen mit dem neuernannten Banus, wusste er in Wien und Rom durchzusetzen, dass die kroatischen Diözesen aus der ungarischen Kirchenprovinz Kalocsa herausgelöst wurden und Zagreb zur Erzdiözese erhoben wurde. Offiziell vollzog Rom die  Erhebung zum Erzbistum im Jahr 1852. Die damit erfolgte Selbständigkeit der kroatischen Kirche war mehr oder weniger der einzige dauerhafte politische Erfolg der kroatischen Nationalbewegung aus der Revolutionszeit, der auch in der Zeit des Neoabsolutismus Bestand hatte. Im Konsistorium vom 16. Juni 1856 wurde Haulik auf Vorschlag des Wiener Hofs von Papst Pius IX. zum Kardinalpriester mit der Titelkirche Santi Quirico e Giulitta erhoben. 1860/61 setzte sich Haulik dafür ein, dass der Sabor Vertreter in den erweiterten Reichsrat nach Wien schickte, was auch geschah. Haulik starb 1869 nach 32 Jahren im bischöflichen Amt, seine Grabstätte befindet sich in der Zagreber Kathedrale.

## Der Bischof als Mäzen
Hauliks kirchliche Ämter, insbesondere das des Bischofs von Zagreb, waren gut dotiert und ermöglichten ihm ein umfassendes Mäzenatentum. Der Bischof und Kardinal förderte Kunst und Kultur, das Schulwesen und die Armenfürsorge. Haulik stiftete zwei Schulen, setzte Stipendien für bedürftige Studenten aus und unterstützte den Bau mehrerer Pfarrkirchen. 1846 gründete er im Banat auf einer seiner Besitzungen eine neue Siedlung, das nach ihm benannte Haulikfalva, heute ein Teil der rumänischen Gemeinde Periam. 1858 gründete Haulik eine Stiftung für bedürftige Witwen. In Zagreb ließ er die Kathedrale künstlerisch ausgestalten und stiftete deren neugotischen Hochaltar. Auch die Erweiterung des Maksimir-Parks in der kroatischen Hauptstadt geht auf Haulik zurück. Die Gründung der Südslawischen Akademie unterstützte er 1866 mit 10.000 Gulden. 1868 gründete er den Bücherverein des hl. Hieronymus (kroat. Književno društvo sv. Jeronima).
In seinem Testament setzte er alle bedeutenden Städte Kroatien-Slawoniens als Erben ein, die die ihnen zugedachten Vermögenswerte (zusammen 80.000 Gulden) in Stiftungen für bedürftige Mitbürger umwandeln sollten.

## Werke
- Dictio excellentissimi, illustrissimi, ac reverendissimi domini Georgii Haulik de Várallya, dei et apostilicae sedis gratia episcopi Zagrabiensis, … ad status & ordines regnicolariter congregatos, die 18. Octobris 1847 pronunciata. Zagreb 1847
- Selectiores encyclicae literae et dictiones sacrae. 7 Bände Wien 1850–1867 (Hirtenbriefe und Rundschreiben)
- Georg Haulik de Vorallya:[3] Österreich der Konkordatenstaat. Wien 1859
- Georg Haulik von Varallya: Die Autorität als Prinzip der Ordnung und des Wohlergehens in Kirche, Staat und Familie. Wien 1865
- Georg Haulik von Varallya: Von der Freiheit in moralischer und in socialer Beziehung. Pastoral-Schreiben. Agram 1868